# Clowns Sans Frontières
Clowns Sans Frontières est une organisation à but non lucratif internationale à vocation humanitaire et artistique fondée en 1993 à Barcelone.
La branche française est créée la même année à Paris. L'association propose des spectacles et des projets artistiques en destination des enfants dans les situations d’urgence et de conflit.

## Présentation
L'association est créée par Tortell Poltrona, clown catalan, en février 1993 à Barcelone, pendant la guerre en ex-Yougoslavie.
Il encourage son collègue, le clown français Antonin Maurel, a créer une structure similaire en France. Ce dernier fonde l'association Clowns Sans Frontières France en décembre 1993, à la suite d'une première mission franco-espagnole en Croatie. La branche française de l’organisation est fondée à la Villa Marcès, dans le 11e arrondissement de Paris, domicile de la famille Maurel, qui est son premier siège. La ministre Rima Abdul Malak participe au projet associatif.
L'association propose désormais, dans plus de trente pays en conflit, des spectacles pour les enfants dans le contexte de l'urgence humanitaire locale, ainsi que des activités artistiques pour les enfants en situation d'exclusion ou de privation de liberté, en lien avec les artistes locaux, comme à Mayotte.